# Koo Hye-sun
Koo Hye-sun (hangul: 구혜선; ur. 9 listopada 1984 w Inczonie) – południowokoreańska aktorka, piosenkarka i reżyserka.

## Życiorys
W latach 2006–2007 prowadziła program muzyczny Inkigayo na SBS. W 2007 roku była również gospodarzem SBS Drama Awards.
Koo Hye-sun jako reżyserka zadebiutowała w Bucheon International Fantastic Film Festival, w 2009 roku krótkometrażowym filmem "The Madonna".
W 2011 roku Koo Hye-sun stworzyła studio filmowe "Koo Hye-sun Film", aby reżyserować własne filmy i projekty.
Koo Hye-sun poślubiła aktora Ahn Jae-hyuna, z którym wspólnie grała w serialu Blood. Para oficjalnie zarejestrowała swoje małżeństwo w urzędzie dzielnicy Gangnam-gu 20 maja 2016 roku, a ślub odbył się dzień później 21 maja 2016. Para ogłosiła, że zamiast urządzać wesele, przekazują pieniądze na oddział pediatryczny w Severance Hospital. Para pojawiła się w reality show "Newlyweds Diary", który ukazał ich życie po ślubie.

## Filmografia

### Seriale
- Dangshineun neomoohabmida (MBC 2017) jako Jung Hae-dang (do odcinka 6., została zastąpiona przez Jang Hee-jin)
- Blood (KBS2 2015) jako Yoo Ri-ta
- Angel Eyes (SBS 2014) jako Yoon Soo-wan
- Juéduì dálìng (GTV 2012) jako Liao Xiao Fei
- Butaghaeyo Kaebtin (SBS 2012) jako Han Da-jin
- The Musical (SBS 2011) jako Ko Eun-bi
- Kkotboda namja (KBS2 2009) jako Geum Jan-di
- Choi Kang Chil Woo (KBS2 2008) jako So-yoon
- King and I (SBS 2007–2008) jako Yoon So-hwa
- Yeol Aheup Sunjeong (KBS 2006–2007) jako Yang Kook-hwa
- Song of the Prince (SBS 2005−2006) jako Eun-jin
- Nonstop 5 (MBC 2005)

### Filmy
- Heo Nanseolheon (MBC 2014)
- Daughter (2014) jako San-yi
- Magic (2010)
- Cudowne dziecko (2007) jako dziewczyna (cameo)

### Reżyser
- Heo Nanseolheon (MBC 2014)
- Daughter (2014)
- The Peach Tree (2011)
- Magic (2010)
- The Madonna (2009)

### Scenarzysta
- Daughter (2014)
- Tango (2009)
- The Madonna (2009)

## Dyskografia

### Albumy
- 2009 Breath
- 2012 Breath 2
- 2016 And Spring